# Pierre-Marie Osouf
Pierre-Marie Osouf (Cerisy-la-Salle, 26 marzo 1829 – Tokyo, 27 giugno 1906) è stato un arcivescovo cattolico e missionario francese.

## Biografia
Ordinato prete nel 1852, fu prima segretario del vescovo di Coutances e nel 1855 entrò nella Società per le missioni estere di Parigi: partì per l'Oriente nel 1856.
Fu procuratore a Singapore e poi a Hong Kong; nel 1875 rientrò in patria e fu nominato direttore del Seminario delle missioni estere.
Il 19 dicembre 1875 fu eletto vescovo di Arsinoe in partibus e vicario apostolico del Giappone settentrionale; quando, nel 1801, fu stabilita la gerarchia ecclesiastica in Giappone, fu trasferito alla sede residenziale di Tokio.
Curò particolarmente la creazione di scuole e la formazione del clero; convocò un sinodo a Nagasaki nel 1890 e uno a Tokyo nel 1895.

## Genealogia episcopale e successione apostolica
La genealogia episcopale è:
- Cardinale Guillaume d'Estouteville, O.S.B.Clun.
- Papa Sisto IV
- Papa Giulio II
- Cardinale Raffaele Riario
- Papa Leone X
- Papa Clemente VII
- Cardinale Antonio Sanseverino, O.S.Io.Hier.
- Cardinale Giovanni Michele Saraceni
- Papa Pio V
- Cardinale Innico d'Avalos d'Aragona, O.S.Iacobi
- Cardinale Scipione Gonzaga
- Patriarca Fabio Biondi
- Papa Urbano VIII
- Cardinale Cosimo de Torres
- Cardinale Francesco Maria Brancaccio
- Vescovo Miguel Juan Balaguer Camarasa, O.S.Io.Hier.
- Papa Alessandro VII
- Cardinale Neri Corsini
- Vescovo Francesco Ravizza
- Cardinale Veríssimo de Lencastre
- Arcivescovo João de Sousa
- Vescovo Álvaro de Abranches e Noronha
- Cardinale Nuno da Cunha e Ataíde
- Cardinale Tomás de Almeida
- Cardinale João Cosme da Cunha, O.R.C.
- Arcivescovo Francisco da Assunção e Brito, O.E.S.A.
- Vescovo Alexandre de Gouveia, T.O.R.
- Vescovo Caetano Pires Pereira, C.M.
- Vescovo Gioacchino Salvetti, O.F.M.Obs.
- Vescovo Giuseppe Maria Rizzolati, O.F.M.Ref.
- Arcivescovo Théodore-Augustin Forcade, M.E.P.
- Arcivescovo Pierre-Marie Osouf, M.E.P.

La successione apostolica è:
- Vescovo Jules-Alphonse Cousin, M.E.P. (1885)
- Vescovo Félix-Nicolas-Joseph Midon, M.E.P. (1888)
- Vescovo Alexandre Berlioz, M.E.P. (1891)
- Vescovo Henri-Caprais Vasselon, M.E.P. (1893)
- Vescovo Jules-Auguste Chatron, M.E.P. (1896)
- Arcivescovo Pierre-Xavier Mugabure, M.E.P. (1902)